# Garp und wie er die Welt sah (Film)
Garp und wie er die Welt sah  (Originaltitel: The World According to Garp) ist eine US-amerikanische Tragikomödie von 1982. Sie geht auf das gleichnamige Buch des Schriftstellers John Irving zurück. Robin Williams spielte mit T. S. Garp seine zweite Filmrolle und seine erste im Charakterfach. Der Titelsong ist When I’m Sixty-Four von den Beatles.

## Handlung
Jenny Fields, Tochter eines Schuhfabrikanten, will das College nicht besuchen, weil dies bedeuten würde, eine kommende Ehe- und Hausfrau zu werden. Aus Trotz ihren Eltern gegenüber absolviert sie eine Ausbildung zur Krankenschwester und lehnt jegliche Männerbekanntschaft oder eine Heirat ab. Während des Zweiten Weltkriegs arbeitet sie in einem Lazarett und sieht hier die Chance, sich ihren sehnlichsten Wunsch zu erfüllen: Sie will ein Kind, aber keinen Mann, der weitere Rechte auf ihren Körper hat. So wird sie vom sterbenden „Technical Sergeant Garp“ schwanger und benennt ihren Sohn nach dem Soldaten T. S. Garp.
Garp wächst unter der Obhut seiner Mutter auf, die nun Schulschwester in einer Jungenschule ist. Er wird von seiner Umgebung zwar nicht als Außenseiter behandelt, aber oft als „Bastard“ tituliert, als uneheliches Kind.
Garp ist inzwischen zu einem Teenager herangewachsen, der kurz vor seinem Abschluss steht. Er ist der beste Ringer der Schulmannschaft, weiß aber nicht, was er beruflich werden will. Da verliebt er sich in die Tochter seines neuen Ringertrainers, Helen Holmes. In Gesprächen findet er heraus, dass Helen nie einen Ringer heiraten würde. Wenn sie jemals heiraten würde, dann nur einen Schriftsteller. Also versucht sich Garp im Schreiben.
Garp entschließt sich, nach New York zu gehen, um ein echter Schriftsteller zu werden. Zu seiner Verblüffung geht auch seine Mutter mit. Sie habe ebenfalls das Bedürfnis zu schreiben, so ihre Begründung. Eines Abends gehen die beiden spazieren, als sie eine Gruppe von Prostituierten sehen. Jenny Fields will unbedingt mit einer von ihnen reden, um mehr über die Wollust der Männer und die Empfindungen der Prostituierten zu erfahren. So findet Jenny ihr Thema und schreibt eine Biografie über sich und ihren Lebenswandel. Das Buch wird ein Bestseller und Jenny Fields die Vorreiterin der Feministen.
Auch Garp hat inzwischen eine kleine Geschichte veröffentlicht, damit Helen ihn heiratet, was sie auch tut. Sein erster Roman bringt ihm dann zwar gute Kritiken, aber kaum Käufer. Dafür ist er überall, wo er sich vorstellt, als „T. S. Garp, der Bastard von Jenny Fields“ bekannt. Auch sein zweites Buch ist kein kommerzieller Erfolg. Er bekommt eine Schreibblockade, Helen eine Stelle als Literaturdozentin.
Beide sehen sich nach einem Haus um. Als sie eines inspizieren, stürzt ein Kleinflugzeug in das Haus. Garp überzeugt Helen zum Kauf: Das Haus sei katastrophengeschult und nunmehr absolut sicher, da die Wahrscheinlichkeit, dass ein weiteres Flugzeug in das Haus stürzt, sehr gering sei. Garp blüht in seiner neuen Rolle als Hausmann und Vater auf.
Jenny Fields, deren Eltern verstorben sind, hat in ihrem Elternhaus ein Frauenhaus errichtet. Dort lernt Garp bei einem Besuch mehrere seltsame Personen kennen. Unter ihnen Mitglieder der „Gemeinschaft der Ellen-Jamesianerinnen“, einer radikalen Frauengruppe, deren Mitglieder sich aus Protest die Zungen herausschneiden lassen, weil Ellen James, ein elfjähriges Mädchen, vergewaltigt wurde und vom Vergewaltiger die Zunge herausgeschnitten bekam. Des Weiteren Roberta Muldoon, ehemals der Linksaußen einer Footballmannschaft. Sie wird Garps beste Freundin, mit allen anderen im Umfeld seiner Mutter kann er nichts anfangen.
Helen beginnt ein Verhältnis mit einem ihrer Studenten. Dessen Exfreundin verrät Garp dieses, worauf er das Haus mit den beiden Söhnen verlässt. Als Helen nach Hause kommt, erreicht sie der Anruf ihres Mannes. Er verlangt eine sofortige Beendigung des Verhältnisses und gibt sich sehr betroffen, obwohl auch er schon einige Affären hatte. Helen ruft ihren Liebhaber an. Der will sie unbedingt noch einmal sehen und parkt vor dem Haus. Helen steigt zu ihm ins Auto.
Der Liebhaber verspricht ihr, sie in Ruhe zu lassen, wenn Helen ihm seinen Wunsch nach Oralsex erfüllt. Helen ergibt sich in ihr Schicksal. Währenddessen fahren Garp und seine Söhne nach Hause. Diese wollen, dass ihr Vater das Auto „fliegen“ lässt. Dazu stellt er die Scheinwerfer ab und schaltet den Motor aus. Garp kennt sein Haus und seinen Parkplatz, der aber mit dem Wagen des Liebhabers besetzt ist. Ein schrecklicher Unfall geschieht.
Garp und Helen sind bei Jenny Fields untergekommen. Die Wunden des Unfalls verheilen physisch nur langsam: Helen hat einen steifen Nacken und einen Nasenbruch erlitten, als ihr Liebhaber seine Knie nach oben riss, weil Helen ihm durch den Aufprall der Wagen drei Viertel seines Penis abgebissen hatte. Garp hat sich den Kiefer gebrochen und ein Stück der Zunge abgebissen. Duncan, der ältere Sohn, hat ein Auge verloren, als er auf den Ganghebel prallte. Der jüngere Sohn Walt wurde durch die Scheibe geschleudert und ist tot.
Psychisch machen vor allem Garp und Helen eine schwere Zeit durch. Garp fühlt sich unwohl in der Gesellschaft der vielen misshandelten Frauen und sehnt sich nach Aussöhnung mit seiner Frau. Endlich heilen auch diese Wunden: Garp schreibt wieder und Helen ist erneut schwanger.
Garp hat ein Buch, in dem es um eine Vergewaltigung geht, und einen Artikel über die Ellen-Jamesianerinnen veröffentlicht, in der er die Gruppe gezielt angreift. Er hat deswegen bereits Drohungen erhalten, macht sich aber mehr Sorgen um seine Mutter, die wegen ihrer Biografie von Mitgliedern konservativer Gruppierungen bedroht wird. Jenny Fields wird als Rednerin auf eine Frauendemonstration eingeladen. Bei ihrem Abschied macht er ihr das größte Kompliment, als er seiner Mutter gesteht, er habe nie einen Vater gebraucht.
Jenny wird auf der Demonstration erschossen und Garp möchte auf die Trauerfeier seiner Mutter. Da diese jedoch die erste feministische Trauerfeier (auf der keine Männer erlaubt sind) werden soll, verkleidet sich Garp mit Hilfe von Roberta. Auf der Feier wird Garp von Pooh Percy, mit der er in seiner Kindheit die Schulbank teilte und welche nun ebenfalls eine Ellen-Jamesianerin geworden ist, erkannt, woraufhin sie ihn aus Abneigung über sein kritisches Buch bloßstellt. Ihm gelingt die Flucht vor der aufgebrachten Frauenmenge, als er von einer jungen Frau aufgehalten wird, die in ihre Tasche greift. Sie gibt sich jedoch als Ellen James zu erkennen, die sich bei ihm für seinen Artikel bedanken will, da sie mit der radikalen Gruppe nie in Verbindung gebracht werden wollte.
Garp stellt seine schriftstellerische Tätigkeit ein. Er wird Ringertrainer an seiner alten Schule, nachdem sein Schwiegervater verstorben ist. Eines Tages – Helen sitzt im Trainingsraum der Ringer, während ihr Mann die Ringer beaufsichtigt – kommt Pooh herein und schießt auf Garp. Der Film endet im Rettungshubschrauber an der Seite seiner Frau mit den Worten, dass er nun letztendlich fliegen würde.

## Hintergrund
Der Film wurde kommerziell kein Erfolg, von der Kritik jedoch wohlwollend bedacht. Glenn Close und John Lithgow wurden jeweils für den Oscar als Beste Nebendarsteller nominiert. Zudem gewann der Film einige Kritikerpreise. Dennoch kam er erst Jahre nach seinem Erscheinen in die deutschen Kinos. Für Robin Williams war er ein erster Schritt, sich im ernsten Fach zu etablieren.

## Trivia
Der Autor der Romanvorlage, John Irving, spielt in einer Nebenrolle einen Kampfrichter, der den Ringkampf Garps gegen einen anderen Schüler leitet.

## Kritiken
„Eine stilsicher inszenierte, episodisch angelegte Tragikomödie über Leben, Liebe und Tod; ein zugleich heiter und traurig stimmender Film voller Lebensweisheiten und -wahrheiten.“

„Regisseur George Roy Hill (‚Der Clou‘) schuf mit seiner Starriege eine wunderbare Mischung aus dramatischen, satirischen und absurden Szenen.“

„Ein bitterböser Film voller schwarzen Humors, der sich über bürgerliche Sinnsuche, Heile-Welt-Denken und menschliche Vergeblichkeit in einer neurotischen Gesellschaft lustig macht.“

„Hill und Tesich haben sich nicht gescheut, die schier unüberschaubaren Handlungsfäden und Motivstränge von ‚Garp‘ neu zu bündeln und anders zu verknoten – gelegentlich sogar gewitzter noch als im Roman.“